# هايسين
هايسين (Гайсин) هي مدينة في محافظة فينيتسا في أوكرانيا.

## معرض صور

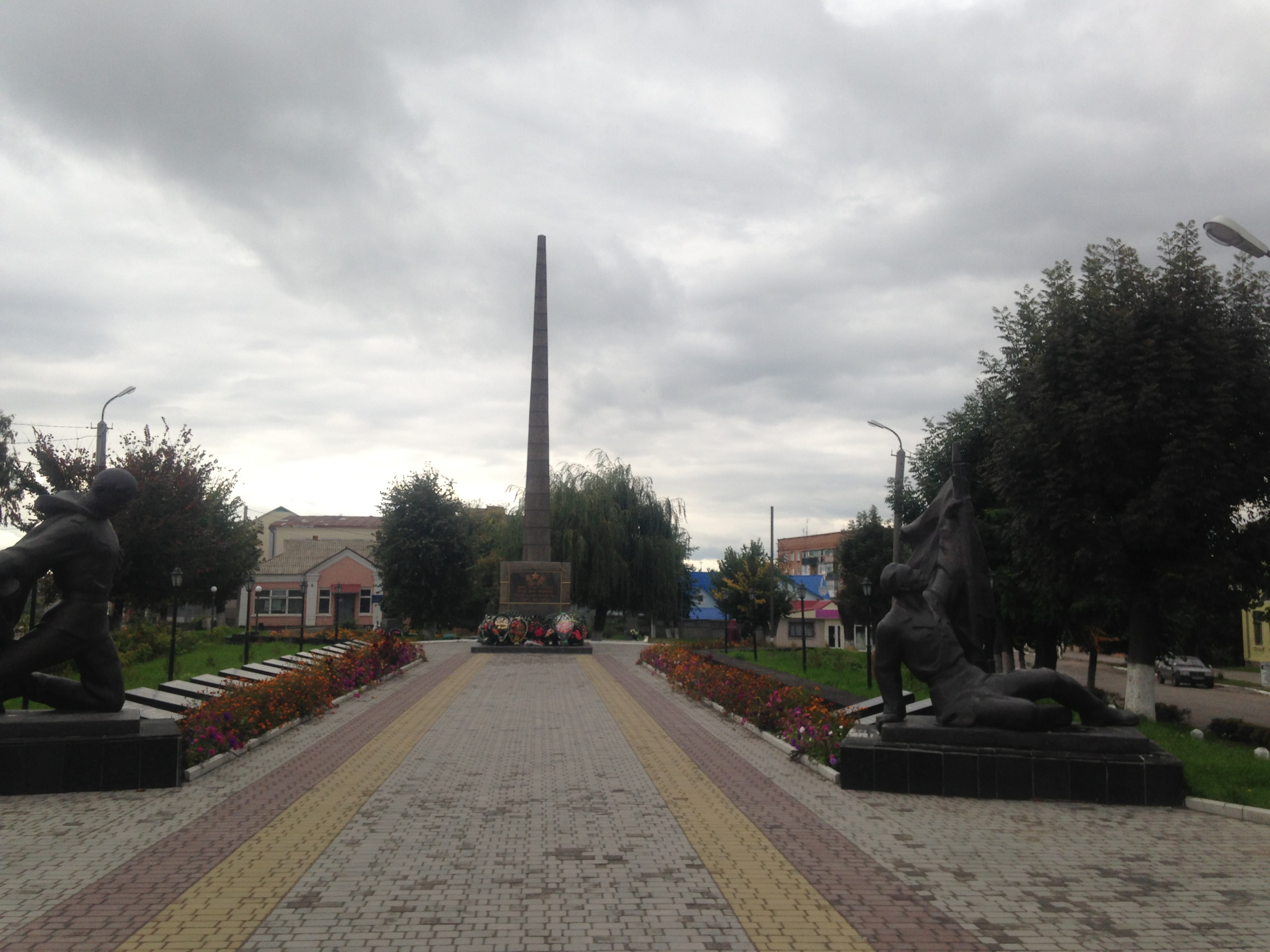
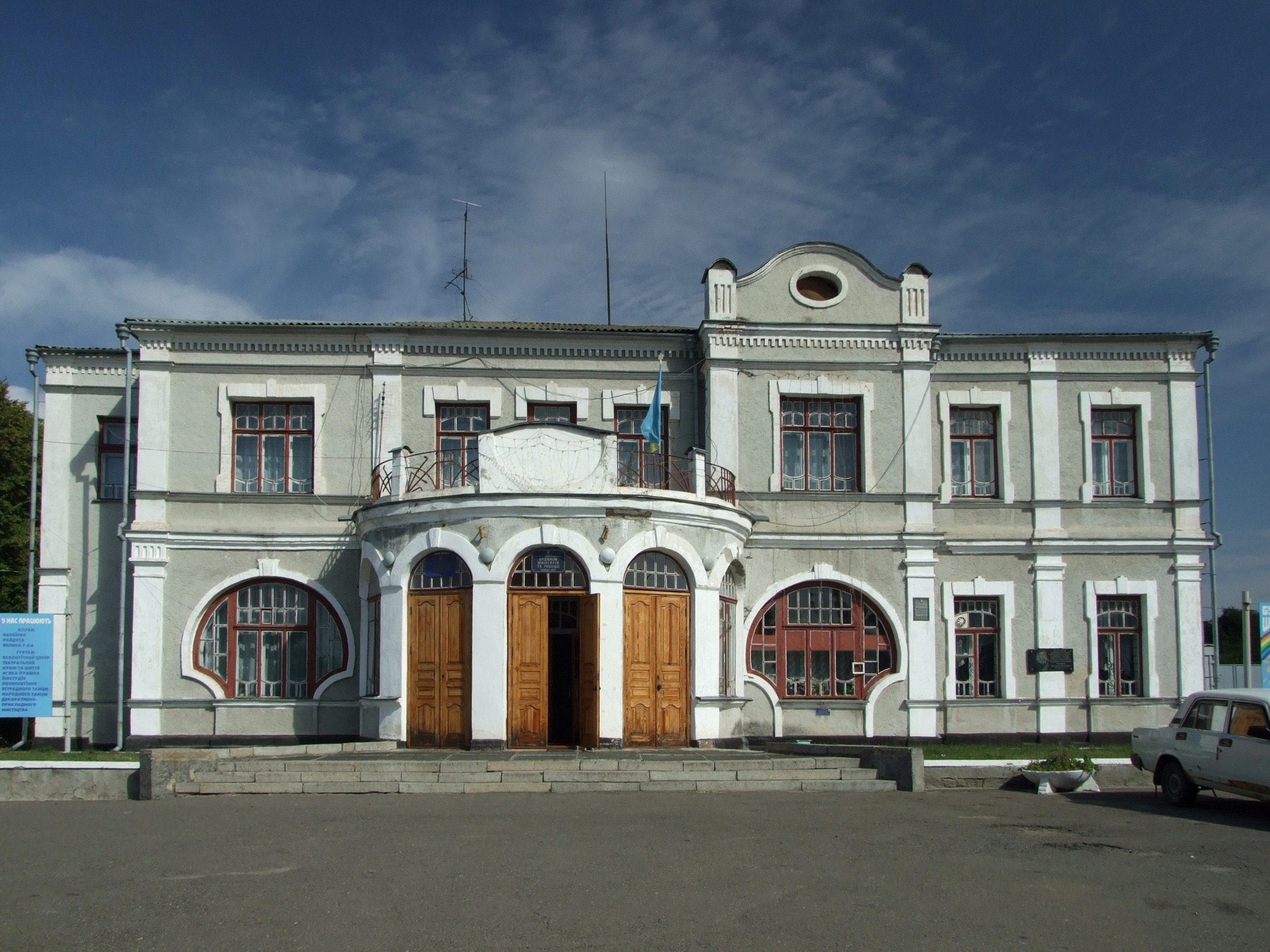
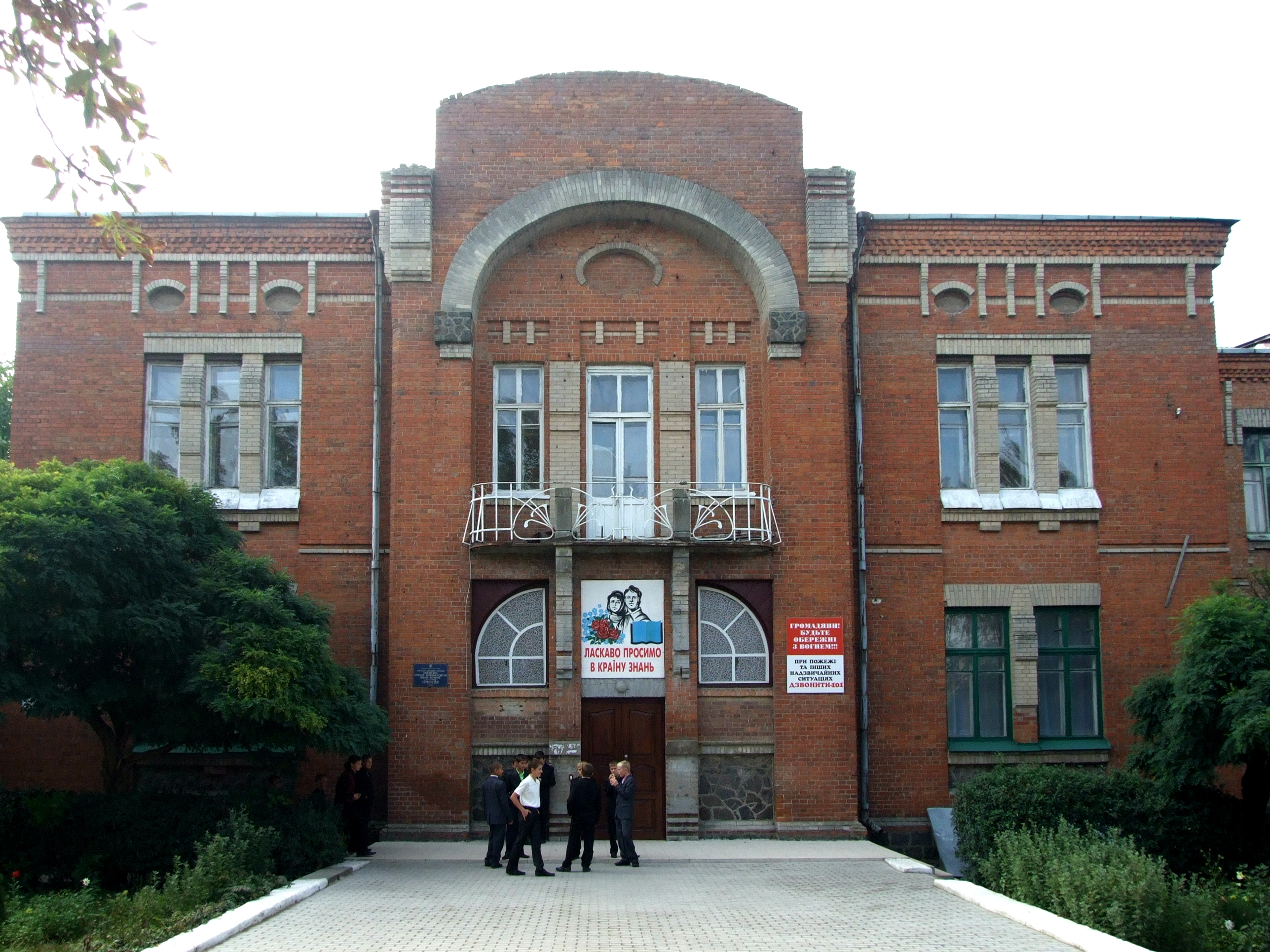
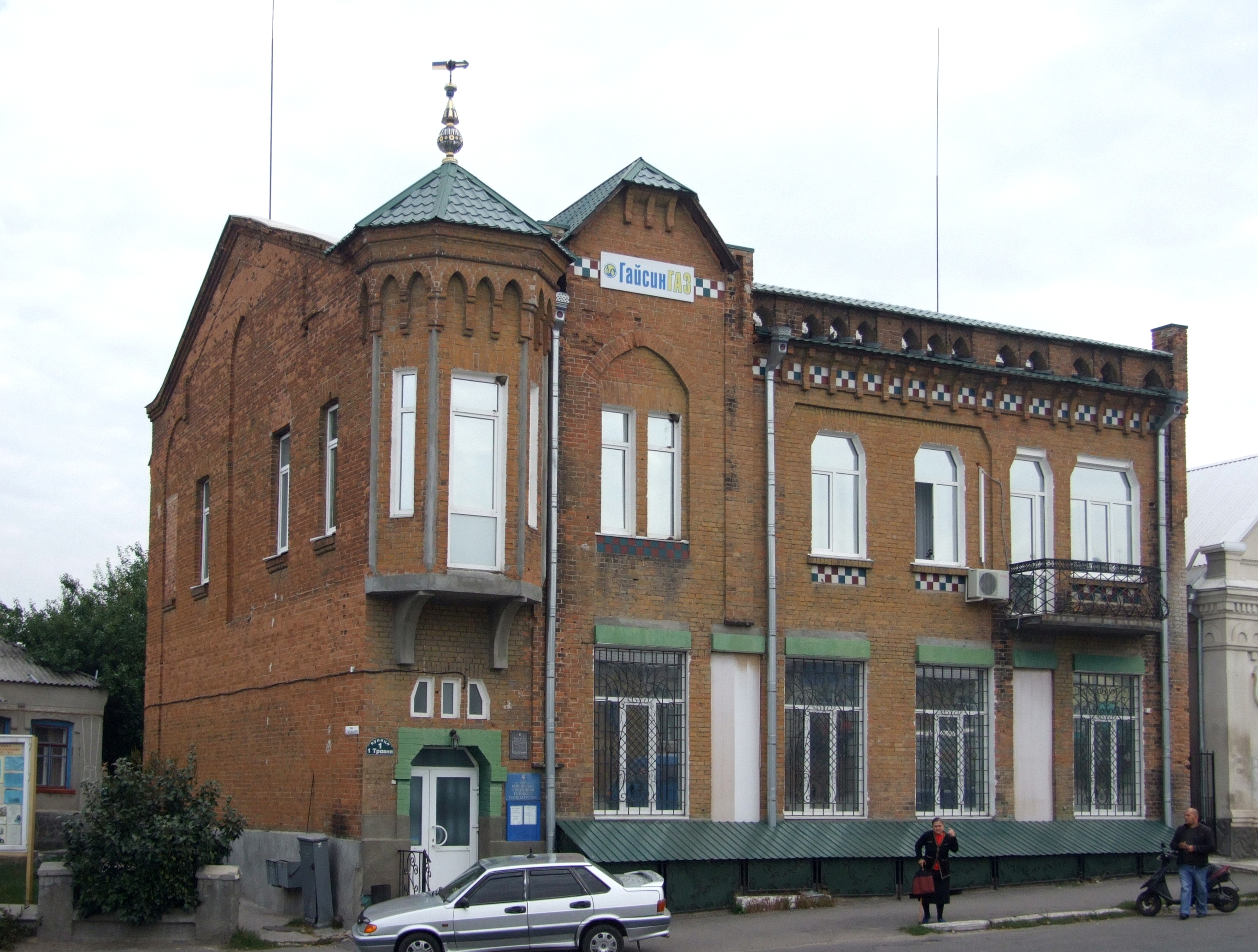